# 7.5 Fuyu Fuyu Morning Musume Mini!
Albums de Morning Musume
Rainbow 7
(15 février 2006) Sexy 8 Beat
(21 mars 2007)
Singles
1. Aruiteru
Sortie : 8 novembre 2006

7.5 Fuyu Fuyu Morning Musume Mini! (7.5冬冬モーニング娘。ミニ!) est un mini-album spécial du groupe de J-pop Morning Musume, sorti fin 2006.

## Présentation
L'album sort le 13 décembre 2006 au Japon sur le label zetima, écrit et produit par Tsunku. Il atteint la 14e place du classement des ventes de l'Oricon, et reste classé pendant quatre semaines, pour un total de 29 645 exemplaires vendus durant cette période. C'est le premier album du groupe à sortir également dans une édition limitée au format « CD+DVD », avec une pochette différente et un DVD en supplément contenant deux chansons filmées lors d'un concert récent.
C'est un album spécial, dans la tradition des albums de Noêl, situé chronologiquement entre les 7e et 8e albums réguliers, d'où son titre. Il ne contient que six chansons, dont une sortie en single le mois précédent : la populaire Aruiteru. Les cinq autres chansons ne sont interprétées que par quelques membres seulement ou en solo, avec la participation sur un titre de deux membres du groupe °C-ute.
C'est le premier album du groupe à sortir après les départs de Asami Konno et Makoto Ogawa, qui ont quitté le groupe l'été précédent pour poursuivre leurs études ; mais comme il s'agit d'un album spécial, on peut considérer que le premier album régulier sans elles est en fait le suivant, Sexy 8 Beat qui sort trois mois plus tard. La nouvelle membre de la 8e génération, Aika Mitsui, qui ne venait de rejoindre officiellement le groupe que trois jours avant la sortie du disque, n'y participe donc pas et n'est pas créditée.

## Formation
Membres du groupe créditées sur l'album :
- 4e génération : Hitomi Yoshizawa
- 5e génération : Ai Takahashi, Risa Niigaki
- 6e génération : Miki Fujimoto, Eri Kamei, Sayumi Michishige, Reina Tanaka
- 7e génération : Koharu Kusumi

## Titres
Toutes les chansons sont écrites et composées par Tsunku.
| 1. | Aruiteru (歩いてる)                                                                                        | Morning Musume                                |  |
| 2. | Kira Kira Fuyu no Shiny G (キラキラ冬のシャイニーG)                                                        | Reina Tanaka                                  |  |
| 3. | Yuki / Ai × Anata ≧ Suki (雪／愛×あなた≧好き)                                                              | Takahashi et « MC Gaki » (Niigaki)            |  |
| 4. | Samui Kara Fuyu Damon! ~Dômo Kômo Naissu yo Mikitty~ (寒いから冬だもん!～どうもこうもないっすよミキティ～) | Fujimoto, avec Okai et Hagiwara de Cute       |  |
| 5. | Kotatsu no Uta~jyuken story~ (コタツの歌～jyuken story～)                                                  | Yoshizawa, Kamei et Niigaki                   |  |
| 6. | Wa~Merry Pin Xmas! (わ～MerryピンXmas!)                                                                    | Shige-Pink (Michishige) et Koha-Pink (Kusumi) |  |

| 1. | Odore! Morning Curry (踊れ! モーニングカレー) | « Morning Musume Concert Tour 2006 Aki ~Odore! Morning Curry~ » |  |
| 2. | Aruiteru (歩いてる)                           | « Morning Musume Concert Tour 2006 Aki ~Odore! Morning Curry~ » |  |